# Willem Claesz. Heda

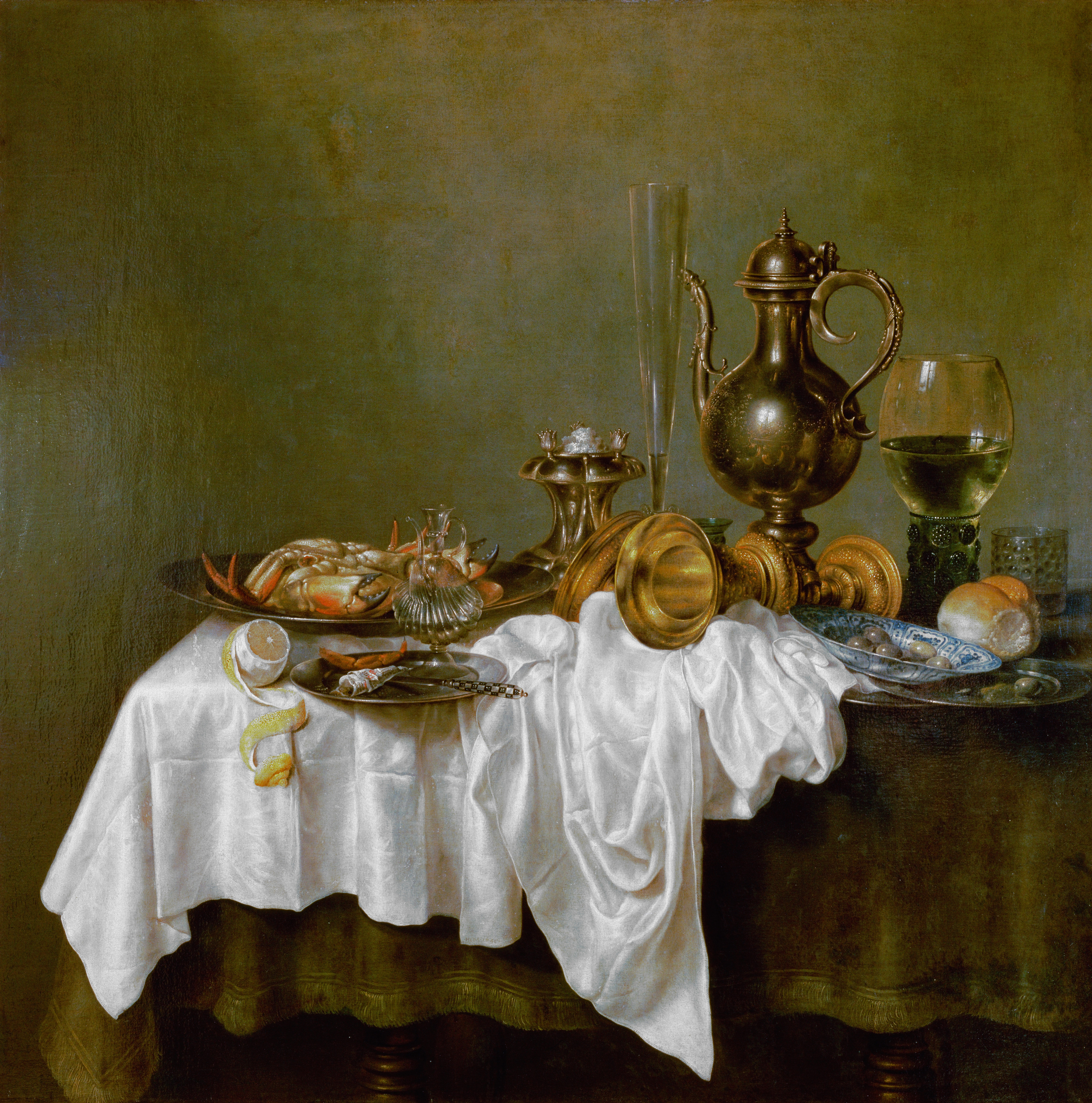
Ontbijt met krab, 1648, olieverf op doek, De Hermitage, Sint-Petersburg

Willem Claeszoon Heda (1594 - circa 1680) was een kunstschilder uit de Gouden Eeuw die zich specialiseerde in het schilderen van stillevens. Samen met Pieter Claesz. behoorde hij tot de belangrijkste vertegenwoordigers van de Haarlemse School in dit genre.

## Leven
Heda werkte in Haarlem en was daar hoofdman van het Sint-Lucasgilde, maar verder is vrij weinig over het leven van Heda bekend. Een van de leerlingen van Heda was zijn zoon, Gerret Willemsz. Heda, mogelijk ook Pieter de Ring. Zijn oom was de schilder Cornelis Claesz. Heda die hofschilder in het Indiase sultanaat Bijapur werd.

## Werk
Heda was een meester in het weergeven van de stofuitdrukking van de voorwerpen. Vaak hebben de stillevens van Heda een compositie in de vorm van een driehoek, waarbij de hoogste voorwerpen aan één zijde werden geplaatst. Heda gebruikte vrij weinig kleur in zijn werk, dat door sommigen monochroom wordt genoemd. De stillevens worden wel aangeduid met de term banketjes of ontbijtjes. Heda gebruikte vaak dezelfde voorwerpen in zijn schilderijen. Van Heda zijn ongeveer 70 werken bekend.
In april 2022 werd bekend dat een stilleven, dat vader Willem en zoon Gerret Heda samen vervaardigd hadden, was ontdekt in New South Wales (Australië). Het olieverfschilderij was vermoedelijk in de 19e eeuw in Australië terechtgekomen. Pas bij een in 2021 gestart restauratieproject werd de authenticiteit vastgesteld doordat de Heda's minuscule handtekeningen op het doek hadden geplaatst.

## Werk in openbare collecties (selectie)

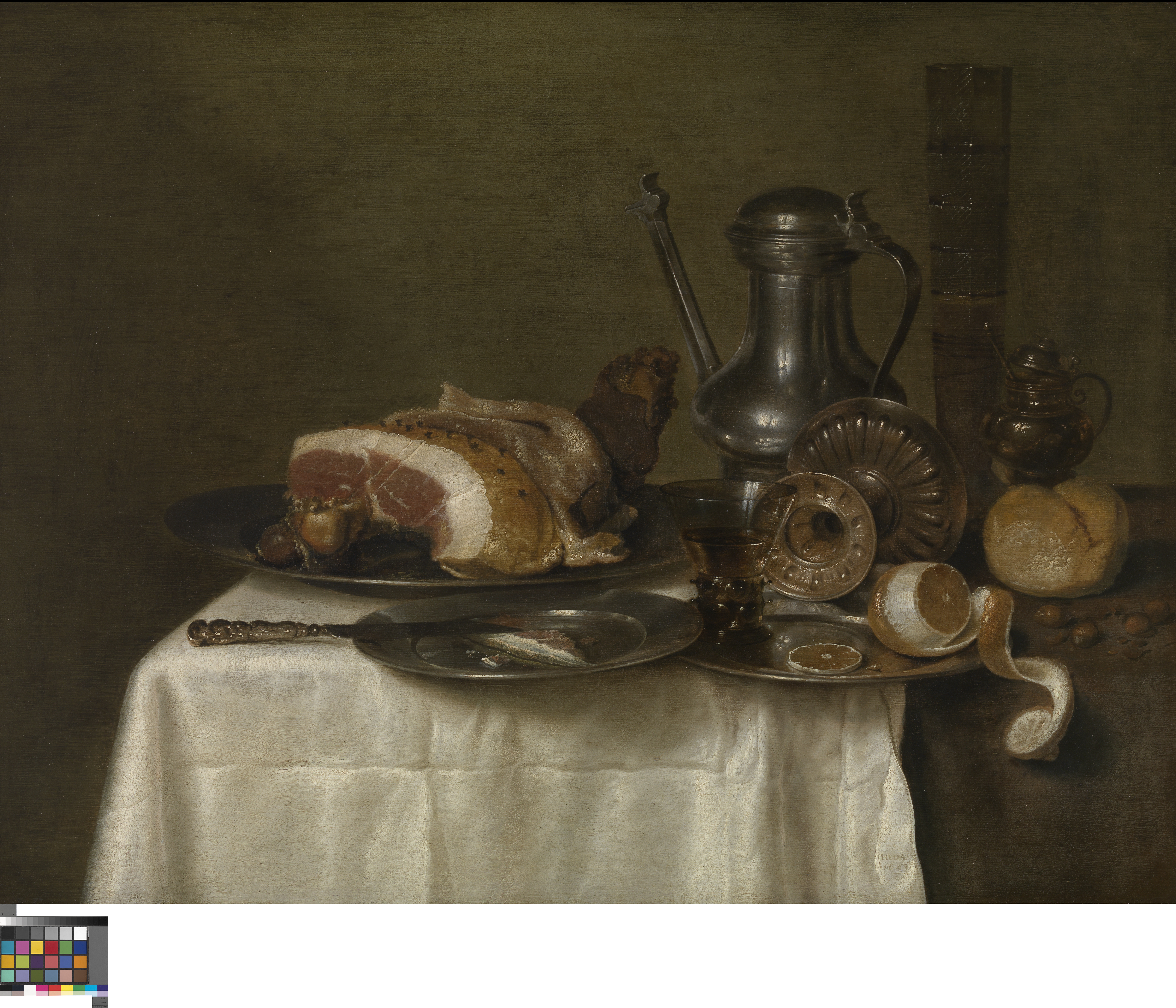
Stilleven met ham en brood, 1649, Museum voor Schone Kunsten (Gent)

- Museum Boijmans Van Beuningen, Rotterdam
- Museum voor Schone Kunsten, Gent
- Rijksmuseum Amsterdam[3]
- Mauritshuis, Den Haag
- Musée de l'Orangerie, Parijs

- Bibliothèque nationale de France: cb149756802 (data)
- Biografisch Portaal: 51122003
- Digitale Bibliotheek voor de Nederlandse Letteren: heda002
- Gemeinsame Normdatei: 133257363
- International Standard Name Identifier: 0000 0000 6689 145X
- KulturNav: 0d51b45e-cc69-4498-9985-0be526d02c3e
- Library of Congress Control Number: nr95014294
- MusicBrainz: a25076f6-5c83-40ef-8867-dca6576a9a2a
- RKD-Nederlands Instituut voor Kunstgeschiedenis: 36809
- Union List of Artist Names: 500018917
- Virtual International Authority File: 77498796
- WorldCat: E39PBJxCtjhCxQRy6xpFW8tqcP